# Río Dande
El río Dande es un corto río costero africano del norte de Angola, que tiene sus fuentes en las montañas Crystal y desemboca en el océano Atlántico en Barra do Dande, en la provincia de Bengo, a unos 30 km al norte de la capital nacional, Luanda. El río tiene una longitud de  285 km y su caudal en la desembocadura es de 50 m³/s.

## Curso
El río nace en el municipio de Quitexe, provincia de Uíge, en las montañas Crystal. En su recorrido forma el límite entre la provincía de Uíge y la de Cuanza Norte, después entre ésta y la Bengo. Atraviesa la pequeña ciudad de Caxito (11 447 hab. en 2008) (municipio de Dande), y después irriga una región agrícola costera antes de desaguar en el océano Atlántico cerca de la pequeña localidad de Barra do Dande, donde hay estudios para hacer un nuevo puerto de altura. La sección inferior del río es una planicie aluvial con varios lagos pequeños, como el Sungue, Ibendua y Morima.

## Importancia económica

### Energía
En el río se ha construido la presa de Mabubas, con una potencia instalada de 18 MW, que es una fuente de energía importante en el norte de Angola.

### Irrigación
El Dande irriga las tierras agrícolas costeras de la provincia de Bengo.

### Pesca
Varios centenares de pescadores consiguen un total de 5000 toneladas de pescado por año en el  curso inferior del Dande (datos de 1982).